# Boulevard Poissonnière
O Boulevard Poissonnière é uma via situada à beira do 2.º e do 9.º arrondissements de Paris.

## Localização e acesso
Faz parte da cadeia de Grands Boulevards composta, de oeste a leste, pelos boulevards de la Madeleine, des Capucines, des Italiens, Montmartre, Poissonnière, Bonne-Nouvelle, Saint-Denis, Saint-Martin, du Temple, des Filles du Calvaire e Beaumarchais.
Este local é servido pelas estações de metrô Grands Boulevards e Bonne Nouvelle.

## Origem do nome

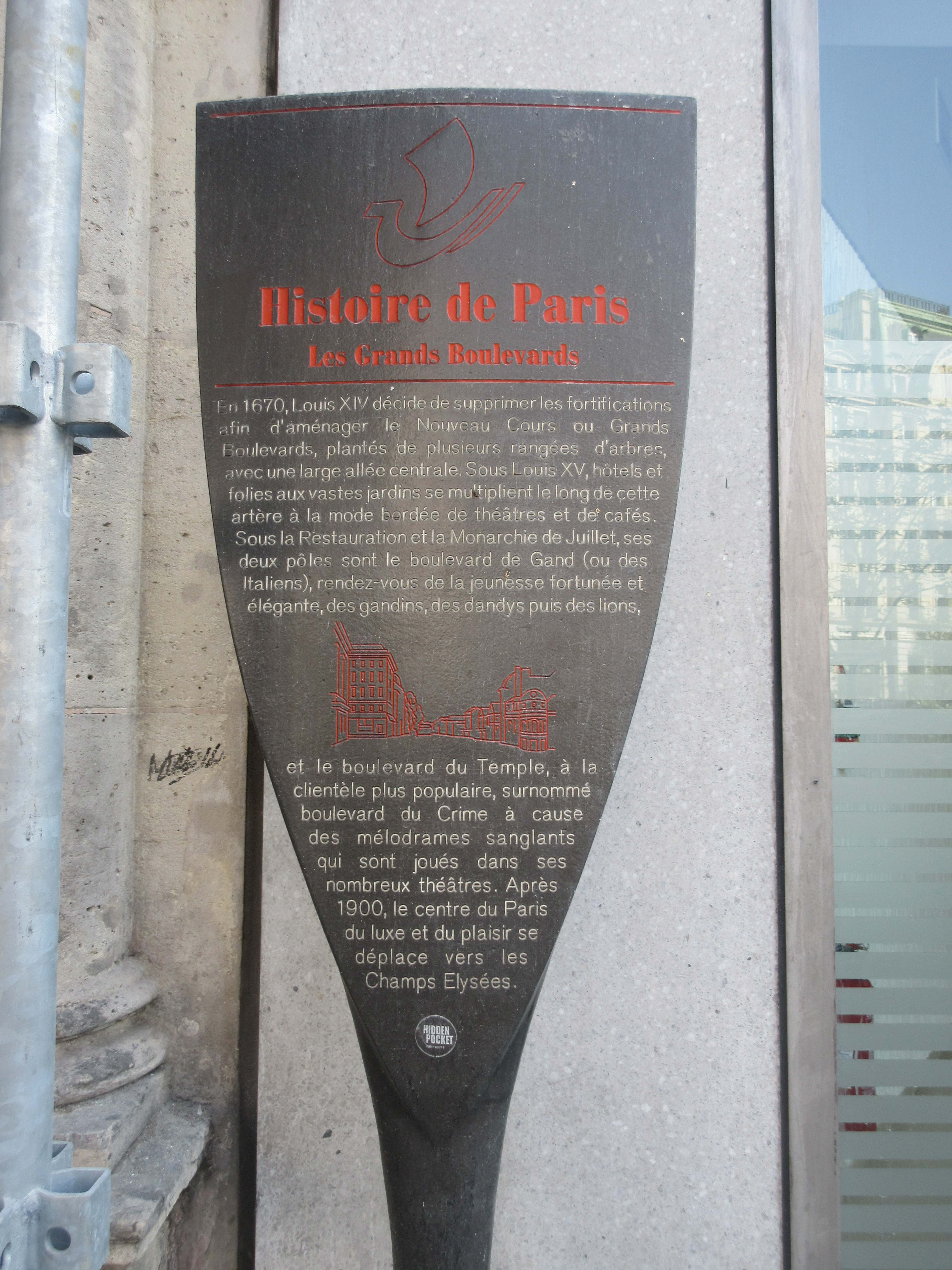
Painel História de Paris, « Les Grands-Boulevards ».

O bulevar deve o seu nome à vizinha Rue Poissonnière, que o detém porque fazia parte do Chemin des Poissonniers, a rota pela qual os peixes que abasteciam Les Halles chegavam a Paris, vindos da costa norte da França.

## Histórico

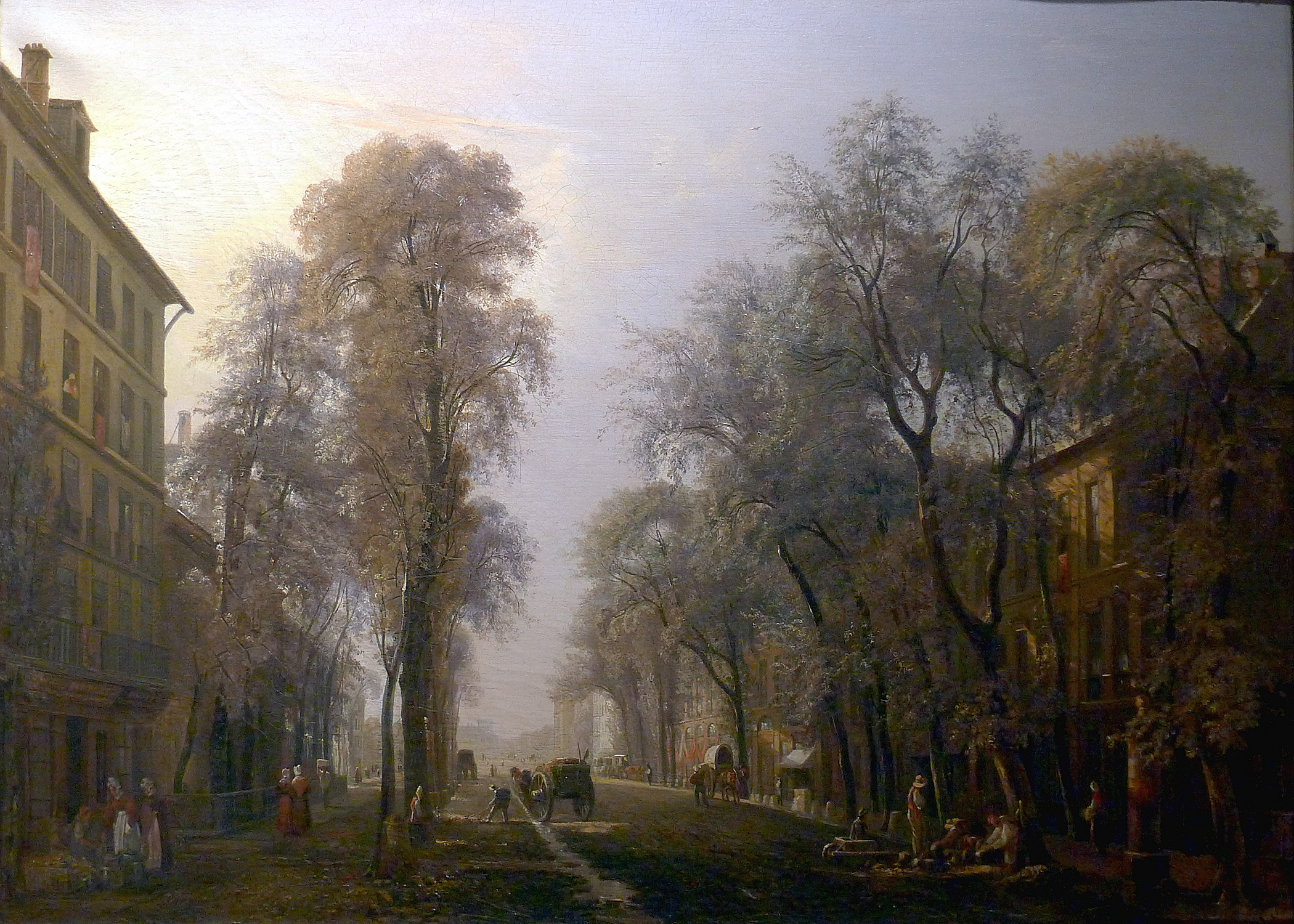
Isidore Dagnan, Le Boulevard Poissonnière en 1834, óleo sobre tela, Museu Carnavalet (Paris).

O Boulevard Poissonnière foi criado após a decisão tomada em 1670 de remover o Muro de Luís XIII, que se tornou obsoleto, em frente ao bastião 5 ("Bastião de Saint-Fiacre") desta muralha, através de hortas. Foi formado em via sob carta patente de julho de 1676. O espaço entre o boulevard e a muralha e no terreno da antiga fortificação, ou seja, aproximadamente um traçado irregular desde a esquina da Rue de la Lune e a Rue Poissonnière até aquele entre a Rue des Jeûneurs e Montmartre, foi urbanizado no início do século XVIII particularmente com a construção de hôtels particuliers de prestígio, desenhados por arquitectos inspirados, ao estilo neoclássico, e dos quais subsistem alguns testemunhos.
Um decreto real de 4 de maio de 1826 define a largura da pista para 35 metros.
Durante a Revolução de Julho, o caminho foi palco de confrontos entre os insurgentes e a tropa.

## Edifícios notáveis e lugares de memória

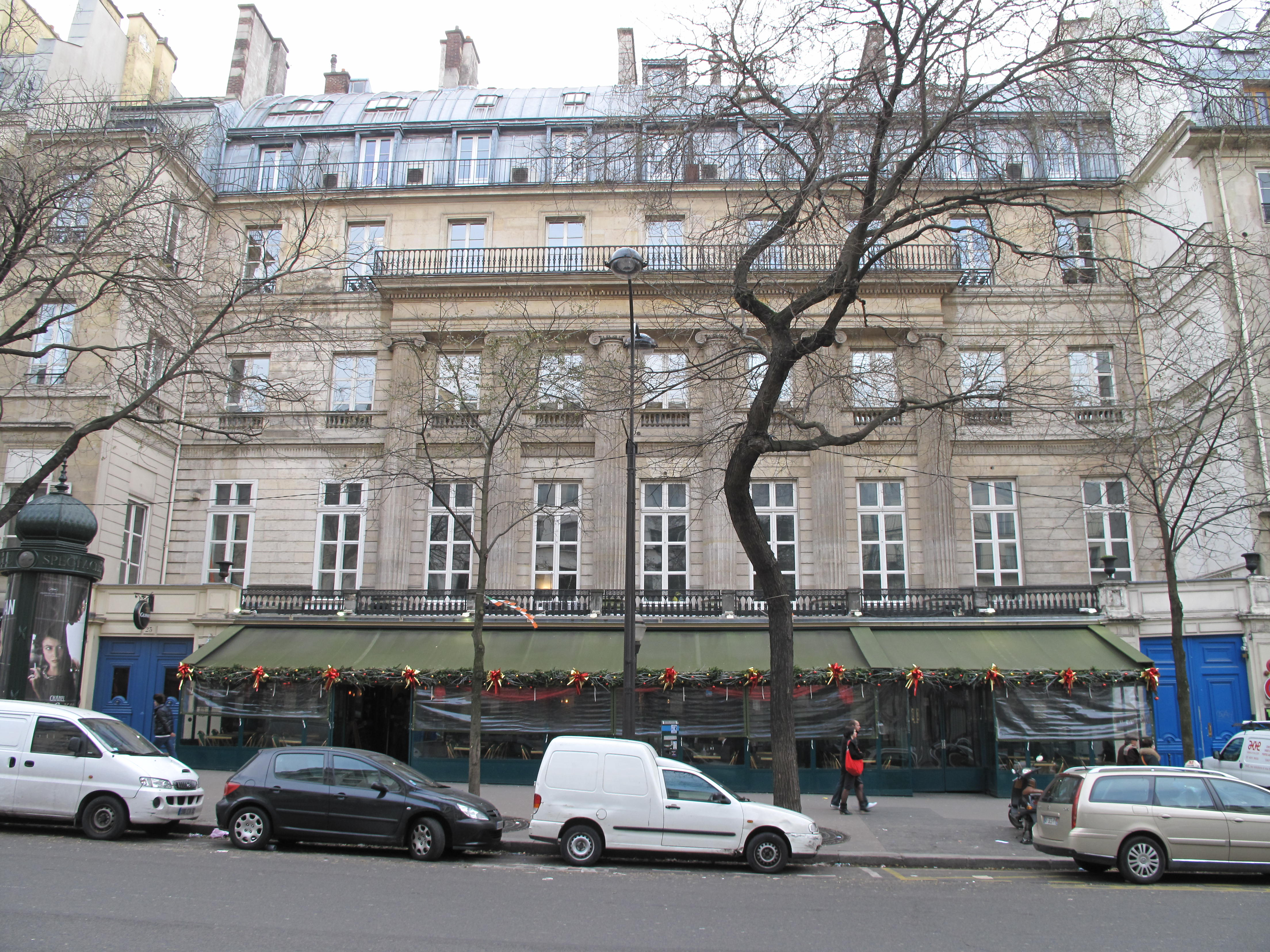
O Hôtel de Montholon.

- Nº 1: Cinema Le Grand Rex com 6 telas de 100 a 500 lugares e um salão muito grande com 2700 lugares.
- Nº 6: antiga sede dos jornais comunistas L'Humanité, Libération, Ce soir e Regards.
- Nº 11: Um restaurante Bouillon Duval estava lá no século e Local onde ficava a famosa sala de música do ABC (1935-1965).
- Nº 14:
  - neste endereço mudou-se de 1849 para 1850, o fotógrafo americano Warren T. Thompson.
  - localização do cinema “Midi-Minuit”, inaugurado em 1939, depois especializado em filmes de aventura, guerra, detetive, terror e fantasia, depois nos anos 1970 em filmes eróticos e depois X. Fechou em 1985.[2][3]
- Nº 16: Fábrica Detouche que produzia muitos serviços de talheres no século XIX.
- Nº 17: frente de loja do antigo estúdio de fotografia artística Arjalew, também estabelecido no 4, Rue du Faubourg-Montmartre.
- Nº 20: em 1894, foi instalada a primeira Kinetoscope Parlor na França. A loja de peles da família de Jérôme Clément foi apreendida durante a Segunda Guerra Mundial pelos nazistas.
- Nº 23: Hôtel de Montholon, construído em 1785 por François Soufflot le Romain para Nicolas de Montholon, presidente do Parlamento da Normandia, cuja rua leva seu nome. Ele confiou o estudo a Lequeu, que se inspirou no hotel Benoît de Sainte-Paulle (conhecido como o Hôtel Chéret), construído em 1773 na Rue du Faubourg-Poissonnière, 30, por Samson-Nicolas Lenoir. A fachada é ligeiramente recuada em relação ao alinhamento para proporcionar um terraço no primeiro andar que permite desfrutar da vegetação da avenida. É adornado com uma colossal ordem de pilastras jônicas. Apesar das alterações posteriores, em particular das grades de ferro fundido adicionadas no XIX XIX século, é um dos únicos exemplos preservados dos hotéis que foram construídos nas avenidas parisienses com o Hôtel Chéret e o Hôtel de Mercy-Argenteau.
- Nº 24: o cinema Max Linder Panorama e o Théâtre de la nouveauté construídos em 1921.
- Nº 25: Boate lésbica Pulp, entre 1997 e 2007.
- Nº 27: Frédéric Chopin permaneceu lá de 1831 a 1836. Em 1894, abriu o café-concerto, o Parisiana, que fechou em 1910 e depois virou cinema,[4] até fechar em 1987.[5]
- Nº 28: Museu franco-russo com uma coleção reunida por Philippe Deschamps.
- Nº 32: Le Brébant, café-restaurante fundado em 1865. Foi famoso no XIX XIX. século para jantares — ou seja, na hora dos almoços — ali organizado por membros da elite intelectual e artística parisiense. Foi também o ponto de encontro de vários goguettes.
- A sede do jornal Le Matin aí se encontra.[5]

## Literatura
Em Bel-Ami, o escritor Guy de Maupassant faz seu personagem Georges Duroy trabalhar no jornal La Vie française, Boulevard Poissonnière.